# Circuit de Nivelles-Baulers
El Circuit de Nivelles-Baulers era un circuit de curses automobilístiques de 1970 a 1975  a Bèlgica. Era a l'antic municipi de Baulers, que forma part de la ciutat de Nivelles des de 1977. Tenia una llargada de 3,72 km, set curbes i una capacitat de cent-mil espectadors.

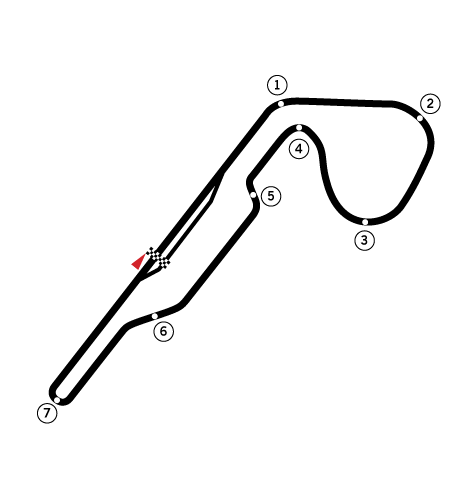
El circuit de Nivelles-Baulers

Construït el 1971, el circuit va rebre dues proves de Fórmula 1, el Gran Premi de Bèlgica dels anys 1972 i 1974, en un temps en què les curses s'intentaven alternar entre la regió flamenca i la regió valona de Bèlgica. El circuit va tenir seriosos problemes econòmics des del primer moment, i va fer fallida l'any 1975.
A la temporada 1976 s'hi va intentar organitzar de nou el GP de Bèlgica, però el paviment no es va considerar prou segur per disputar-hi la cursa.
L'any 1981 es va tancar el circuit, anys després s'hi ha creat el polígon industrial «Portes de l'Europe». Totes les infaestructures es van enderrocar i un tram del circuit ara serveix de carrer interior.

## Resultats
| Temp. | Data       | Pilot Guanyador    | Equip          | Resultats |
| ----- | ---------- | ------------------ | -------------- | --------- |
| 1974  | 12 de maig | Emerson Fittipaldi | McLaren - Ford | Resultats |
| 1972  | 4 de juny  | Emerson Fittipaldi | Lotus - Ford   | Resultats |